# Саломон, Эдуардо
Эдуардо Саломон (исп. Eduardo Salomon, годы жизни неизвестны) — парагвайский шахматист.
Чемпион Парагвая 1953 г.
Участник международного турнира в Монтевидео (1954 г.).
В 1954 г. представлял Парагвай в зональном турнире.
Сведения о биографии шахматиста крайне скудны. В базах его партии обычно приписываются другим шахматистам.

## Спортивные результаты
| Год  | Город          | Соревнование         | + | −  | = | Результат | Место |
| ---- | -------------- | -------------------- | - | -- | - | --------- | ----- |
| 1953 |                | Чемпионат Парагвая   |   |    |   |           | 1     |
| 1954 | Мар-дель-Плата | Зональный турнир     | 3 | 14 | 4 | 5 из 21   | 20—21 |
|      | Монтевидео     | Международный турнир |   |    |   | 6 из 17   | 14—15 |